# McAfee
McAfee, Inc. este o companie americană de software fondată în 1987 de John McAfee cu sediul în Santa Clara, California. De la 28 feb. 2011 a devenit o subsidiară a companiei americane Intel. Unul dintre cele mai importante produse ale companiei este softul antivirus McAfee.

## Produse
McAfee dezvoltă in principal unelte pentru securitate digitală pentru computere personale, servere și dispozitive mobile.
Branduri, produse și sub-produse includ:
IntruShield
McAfee Change Control
McAfee Entercept
McAfee SiteAdvisor
McAfee E-Bussiness
McAfee VirusScan

## Vezi și
- Listă de companii dezvoltatoare de produse software antivirus comerciale